# ماليا (قوقع)
الماليا أو الدليوم (الاسم العلمي: Malea) هي جنس من الرخويات يتبع الفصيلة الطنية من رتبة الصدفيات الماصة

## أنواع قوقع الماليا
- ماليا تفاحية
- ماليا مفغرة